# Siostry (film 2005)
Siostry (ang. In Her Shoes) – dramat obyczajowy, na podstawie książki Jennifer Weiner o tym samym tytule, którego głównymi bohaterkami są siostry – Maggie i Rose.

## Nagrody
- 2006 – Shirley MacLaine, Złoty Glob (nominacja) Najlepsza aktorka drugoplanowa

## Obsada
| Role               | Actor                  |
| ------------------ | ---------------------- |
| Maggie Feller      | Cameron Diaz           |
| Rose Feller        | Toni Collette          |
| Babcia Ella Hirsch | Shirley MacLaine       |
| Todd               | Anson Mount            |
| Jim Danvers        | Richard Burgi          |
| Sydelle Feller     | Candice Azzara         |
| Amy                | Brooke Smith           |
| Simon Stein        | Mark Feuerstein        |
| Asystentka Rose    | Nicole Randall Johnson |
| Pan Stein          | Alan Blumenfeld        |
| Pani Stein         | Marcia Jean Kurtz      |
| Młoda Rose         | Amy Halloran           |
| Pan Sofield        | Norman Lloyd           |
| Grant              | Eric Balfour           |
| Tim                | Andy Powers            |
| Lopey              | Jill Saunders          |

## Ekipa
- Reżyseria – Curtis Hanson
- Scenariusz – Susannah Grant
  - na podstawie książki Jennifer Weiner
- Muzyka – Mark Isham
- Zdjęcia – Terry Stacey
- Montaż – Craig Kitson, Lisa Zeno Churgin
- Scenografia – Teresa Visinare, Dan Davis, Jesse Rosenthal, John Warnke
- Kostiumy – Sophie Carbonell
- Produkcja – Lisa Ellzey, Carol Fenelon, Curtis Hanson, Ridley Scott
- Producent wykonawczy – Tony Scott

## Opis fabuły
Maggie i Rose Feller są siostrami, jednak nic poza nazwiskiem i numerem buta ich nie łączy. Maggie, młodsza siostra, z trudem ukończyła szkołę średnią. Jest przekonana, że w życiu ważniejsza jest uroda niż wiedza. Wdaje się w przelotne romanse, nie ma pracy i mieszka u znajomych. Jej całkowitym przeciwieństwem jest siostra. Rose skończyła z wyróżnieniem studia na prestiżowym uniwersytecie i pracuje w jednej z najlepszych kancelarii prawniczych w Filadelfii. Żyje dla pracy, zmaga się z nadwagą i uwielbia kupować buty. Gdy Maggie ląduje w łóżku z narzeczonym siostry, wybucha między nimi wojna. Wszystko się zmienia, gdy odkrywają istnienie na Florydzie babci, która już dawno miała być martwa.